# Ізраїль Фрідман з Ружина
Ізраїль Фрідман Ружин (івр. ישראל פרידמן מרוז'ין‎) (5 жовтня 1796 року, Погребище, Російська імперія — 9 жовтня 1850 року, Садгора, Австрія)- відомий як «Святий з Ружина», проводив свій суд з царською помпезністю і пишністю. Цар Російський Микола I утримував ребе упродовж двох років за обвинуваченням у невиправданому вбивстві. Після звільнення ребе втік до Австрії, де відновив свій суд у Садагура, Буковина тепер (північна місцевість Чернівців), залучив тисячі хасидів, забезпечив хасидську громаду в Ізраїлі та розпочав будівництво синагоги Тіферет Ізраїль.
Фрідман був першим і єдиним хто мав титул «Реббе Ружинер» тобто рабин з Ружина. Однак його сини та онуки заснували власні династії, спільно відомі як «Дім Ружина». Хасидські династії, що слідують традиціям «Реббе Ружинера»: «Богуш», «Боян», «Чортков», «Гусятин», «Садигура» і «Штефанеш».

## Раннє життя
Фрідман був прямим нащадком по чоловічій лінії раббі Дов Бер з Межиріча (1704—1772), учня Баал Шема. Він був правнуком Маггіда Мезрітха, онуком рабина Аврама Хамалах (1740—1777) та сином Шолом Шачне (1769—1802) рабина з Погребища. Його дідусем по матері був рабин Нохум із Чорнобиля, близький соратник Баал Шем Тов. Йому дали ім'я Ізраїль після Баала Шема Това, рабина Ізраїля бен Еліезера. Він мав двох старших братів — Аврама (1787—1812) та Дова Бера (останній помер у дитинстві) та молодшу сестру Чая Іта.
Поки більшість хасидських лідерів одягалися в білий одяг, батько носив модний вовняний одяг, з ґудзиками. Він жив у будинку з великим садом.
Фрідману було шість років, коли його батько помер а брат Аврам у 15 років взяв на себе керівництво хасидами Погребищ. У 7 років Фрідман був заручений із Сарою, дочкою рабина Мойсея Ефрата з Бердичева. У віці 13 років він одружився і переїхав до Ботошані, Румунія. Поживши спочатку в Погребищах, а потім у Сквирі, Фрідман оселився у Ружині, де здобув репутацію святої людини та залучив тисячі послідовників, зробивши династію Ружин «найбільшою та найвпливовішою хасидською громадою в південно-західних округах». Його керівництво сприяло широкому визнанню хасидського руху, що дозволило хасидизму процвітати в Україні та на Волині без опозиції протягом наступних сотень років.

## Царський суд
Ребе був харизматичним лідером, відомим своєю аристократичною поведінкою. Він задав царський тон двору, живучи в палацовому будинку з чудовою обстановкою. Він їздив у срібній кареті, чотирма білими конями; носив золоту ярмолку та стильний одяг із суцільно-золотими ґудзиками. Його діти теж були одягнені шляхетно, а його слуги ходили в лівреї.
Така велич та розквіт були незвичні для хасидських лідерів. Його прихильники вважали, що Рубінер Реббе постійно принижується перед Богом і піддає тіло стражданням. Нібито, однієї зимової ночі, стоячи на свіжому повітрі, щоб освятити молодий місяць, одягнувшись у золоті черевики, оббиті діамантами. Хасиди помітили кров на снігу, де він стояв. Вони виявили, що у екстравагантних черевиках немає підошви. Коли Ребе виходив на вулицю, він по суті ходив босоніж. Після цього люди зрозуміли, що стиль життя Ребби мався на увазі виключно заради Неба.

## Ув'язнення і втеча
Екстравагантний спосіб життя та престиж Реббе викликали заздрість царя Миколи I та гнів (учасників єврейського просвітницького руху. У 1838 році Реббе було заарештовано генерал-губернатором Бердичева за звинуваченням у співучасті у вбивствах. Його вивели перед царем, чиї власні агенти сказали йому, що Ребе намагається створити своє царство і розпалює опозицію до уряду. Цар затримав Ребе у в'язниці в Доневиці на сім місяців. Потім його ув'язнили у Києві на п'ятнадцять місяців до очікування рішення про заслання його на Кавказ чи Сибір . Ніяких офіційних звинувачень проти нього не було висунуто, і жодного суду не було проведено. 19 лютого 1840 р. Ребе був раптово звільнений. Але він все ще підлягав звинуваченню, що виступає проти уряду, і його помістили під нагляд поліції в його будинку, що ускладнило його відвідування хасидів. Ребе вирішив переїхати до Кишинева, де районна влада була більш м'якою, і його родина приєдналася до нього. Щойно Ребе покидав Кишинів, до уряду надходили накази про його арешт та депортацію. Коли Ребе доїхав до Ясс, столиці Молдавії, його хасиди отримали для нього проїзний талон для перетину кордону в Австрію.

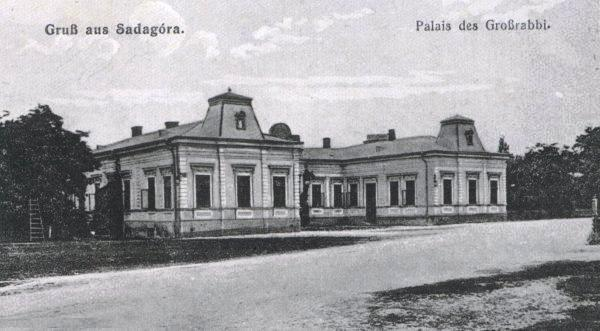
Вигляд на палац Великого рабина у Садигура

Переїжджаючи з міста в місто — включаючи Шацьк на Буковині (яка належала Австрії), Комплінг та Сколу — Ребе опинився в Садигура, Буковина (тепер північна місцевість Чернівців), де проживала друга за величиною єврейська громада Австрії (після Черновіца). У тому місті за 40 років до цього 10-річний хлопчик на ім'я Ізраїль Доненфельд зник безслідно. Ребе представив себе як давно втраченого Ізраїля. Хасиди допомогли йому придбати нерухомість у містечку та довести, що він мав 20 000 крон за свою підтримку, після чого отримав почесне громадянство та захист австрійського уряду. Влітку 1842 року родині ребе було дозволено приєднатися до нього за умови, що вони відмовляться від усіх прав на відвідування чи повернення до Росії.
Ребе побудував ще один палацовий будинок у Садигурі та синагогу, що вміщала 3000 прихильників. Тисячі хасидів перетнули кордон з усієї Галичини, Росії та Румунії, щоб бути з ним а всі євреї в Садігура стали Ружинерським Хасидимом.

## Діяльність в Ізраїлі

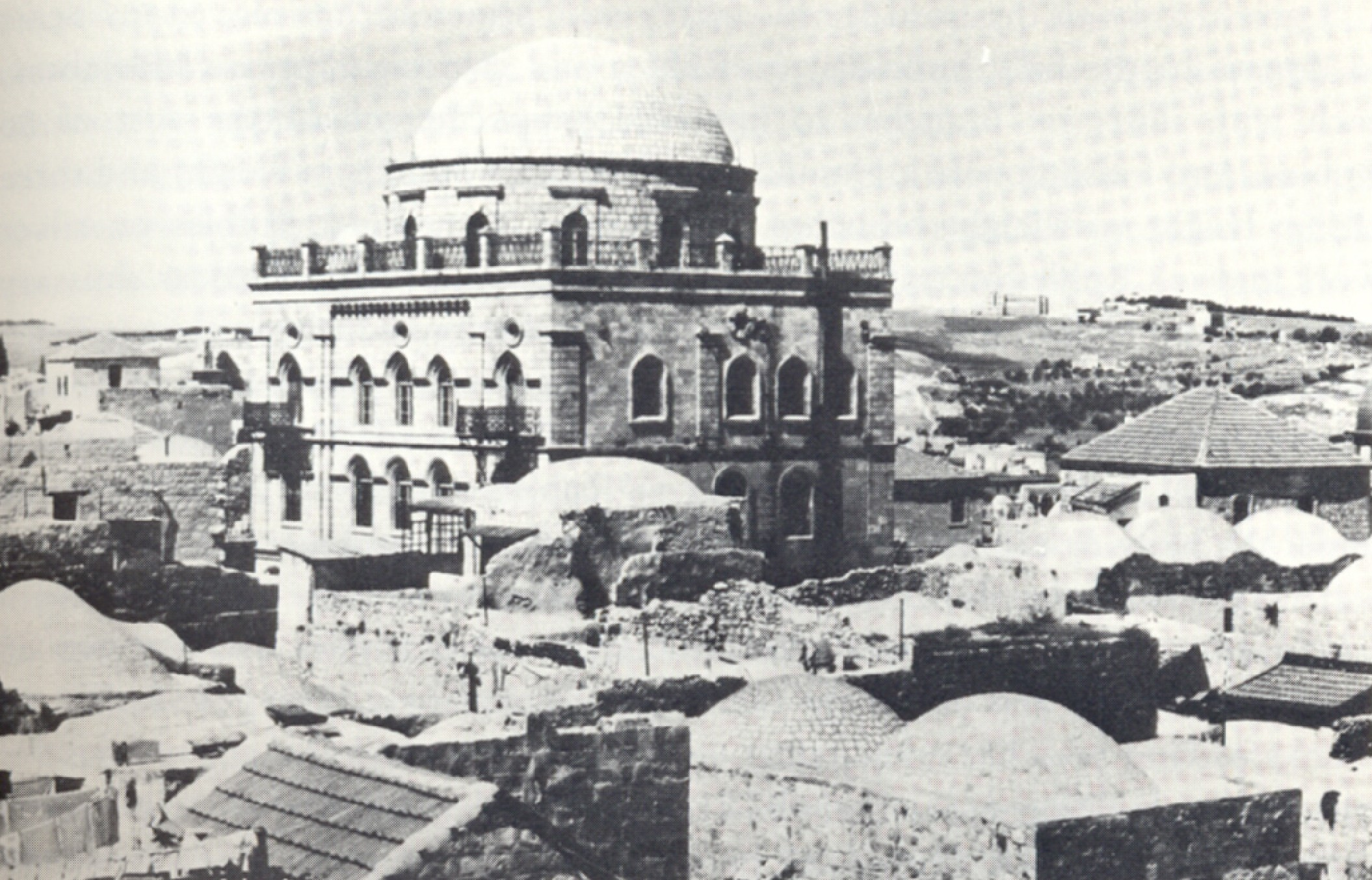
Синагога в Єрусалимі була названа на честь Ребена Ружінера

У 1843 р. ружинерський хасид рабин Ніссан Бек, поїхав з Єрусалиму до Садигура (Садгора), щоб відвідати Ребе. Він повідомив йому, що цар Микола I мав намір придбати земельну ділянку поруч із Західною стіною з наміром побудувати там церкву та монастир. Ребе дав Беку завдання зірвати спробу царя. Беку вдалося придбати землю у своїх арабських власників за непомірну суму, лише за кілька днів до того, як цар наказав російському консулу в Єрусалимі здійснити покупку за нього. Цар змушений був придбати іншу земельну ділянку для церкви. Синагога була названа на честь Рубенера Реббе.
Реббе помер у 54 роки 9 жовтня 1850 р. через серцеву недостатність і був похований у Садгорі. На смертному одрі він сповідався своєму учневі, равві Шнеуру Залману з Фастану: " Я не брав насолоди від цього світу навіть настільки, як струнка нитка. Що стосується моєї поведінки з відвертим керівництвом та помпезністю, все це було зроблено, щоб вшанувати Святого, Блаженний Він ".
Його могила стала місцем поховання двох його синів, Авраама Якова з Садигура та Дова Бер Леова, а також інших членів сім'ї. Це святиня Ружинерського хасидима. Надгробний пам'ятник був знищений під час Першої світової війни та згодом замінений білою бетонною плитою.

## Родина
У Фрідмана та його першої дружини Сари було шість синів і чотири дочки. Це були:
- Шолом Йосеф (Садигура); який керував хасидами свого батька разом з братами лише рік до своєї смерті в 1851 році; його син, раббі Іцчок, став першим «Ребе Богушер», тобто ребе з Богуш[25]
- Аврам Яків (Садигура)
- Менахем Нохум (Штефенешт)
- Дов Бер (Леова)
- Довід Моше (Чортков)
- Мордехай Шрага (Гусятин)
- Чая Малька, чий другий шлюб був з раввіном Іцчаком Тверським, першим ребем Сквири
- Гіттель Това, дружина Йосефа Моназона з Бердичева, представниця багатої банківської сім'ї
- Міріам, дружина рабина Менахема Менделя Хагера, перша Ребе з Вижниці
- Лія, дружина Довіда Гальперна з Бердичева, представниця іншої заможної банківської родини; їх син Шалом Йосеф (1856—1940) став першим Василем Ребе в 1896 році[14]

Незабаром після смерті дружини Сари в 1847 році Ребе повторно одружився з Малкою, вдовою раббі Цві Гіршем з Риманова. У неї від першого шлюбу була семирічна дівчинка та трирічний хлопчик, у другому шлюбі дітей не було.

## Спадщина

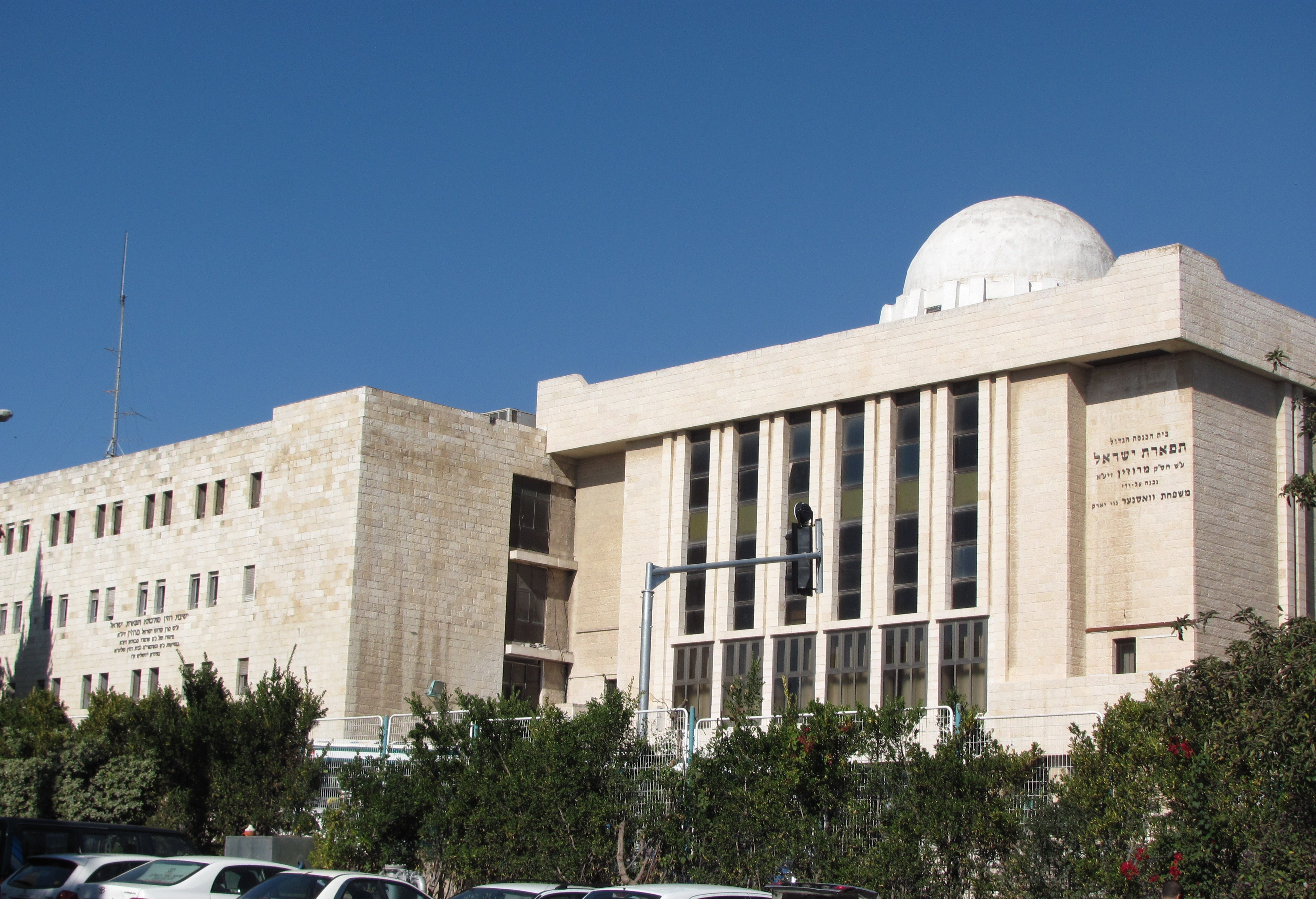
Ружинер єшива (ліворуч) і синагога (праворуч) в Єрусалимі, Обидві споруди названі на честь Ребеха Ружинера.

Ребе не писав книжок, проте його висловлювання та вчення були записані Ружинером Хасідімом та біографами.